# エイドリアン (ミシガン州)
エイドリアン（Adrian）は、アメリカ合衆国ミシガン州の都市。レンアウェイ郡の郡庁所在地である。人口は2万0645人（2020年）。

## 概要
オハイオ州境に近い。市内にはカエデの木が多数植生しているため、カエデの葉は市のシンボルになっている。また、商業的にサトウカエデを栽培している農家がありメープルシロップは特産品である。エイドリアンは、1836年に村として法人化した。ミシガン州における奴隷制度廃止運動の拠点の一つであり、「地下鉄道」の中継地として機能していた。

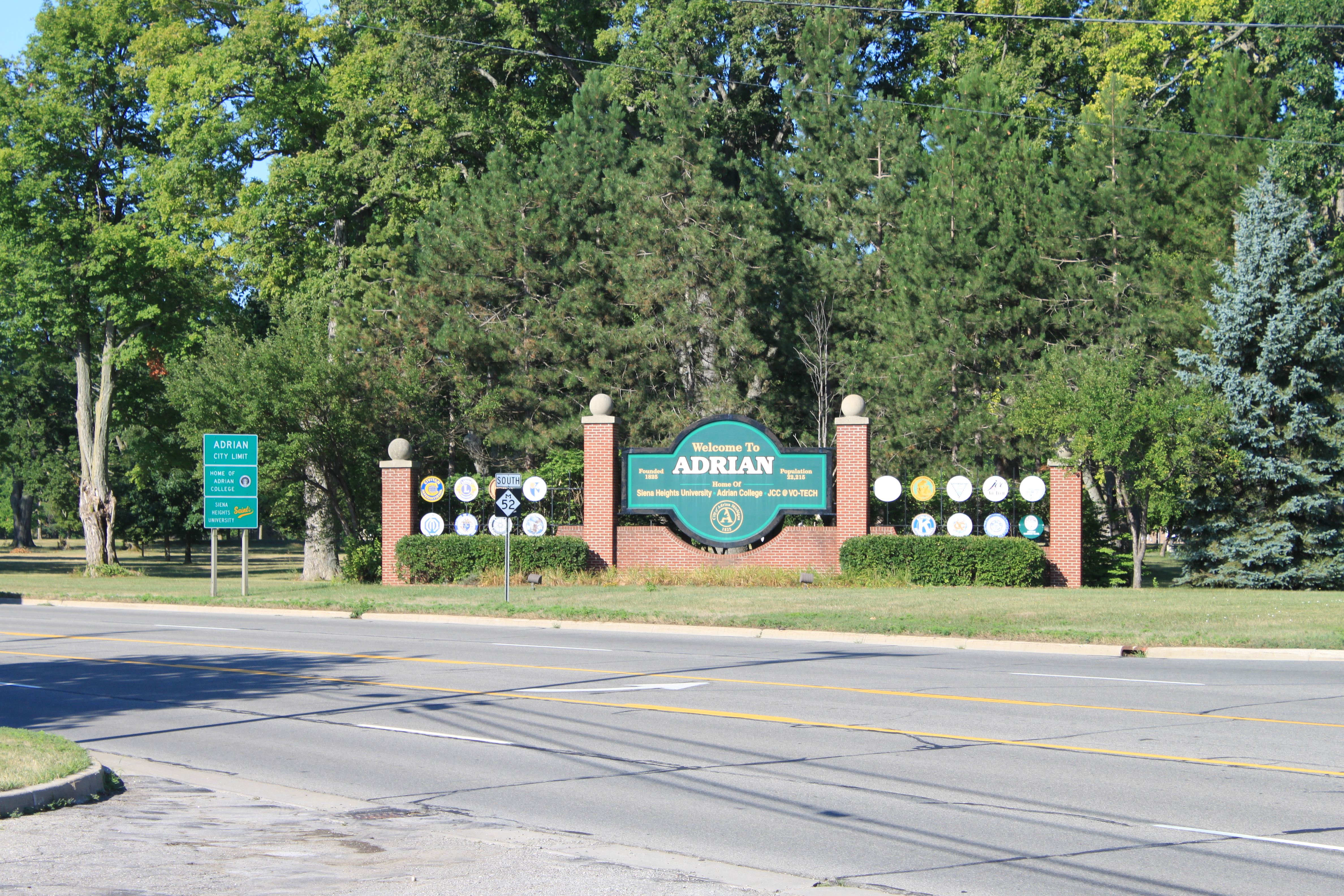
ウェルカムサイン

滋賀県守山市の姉妹都市である。